# Georg Späth
Georg Späth (Oberstdorf, 24 de febrero de 1981) es un deportista alemán que compitió en salto en esquí.
Ganó una medalla de plata en el Campeonato Mundial de Esquí Nórdico de 2005, en la prueba de trampolín normal por equipos. Participó en los Juegos Olímpicos de Turín 2006, ocupando el cuarto lugar en la prueba por equipos.

## Palmarés internacional
| Campeonato Mundial | Campeonato Mundial    | Campeonato Mundial | Campeonato Mundial |
| Año                | Lugar                 | Medalla            | Prueba             |
| ------------------ | --------------------- | ------------------ | ------------------ |
| 2005               | Oberstdorf (Alemania) | Medalla de plata   | TN por equipos     |